# پر اولاف ویکن
پر اولاف ویکن (انگلیسی: Per Olav Wiken; ۲۳ مارس ۱۹۳۷ – ۱۴ ژانویهٔ ۲۰۱۱) ورزشکار اهل نروژ بود.
وی در مسابقات کشوری و بین‌المللی در مجموع برندهٔ ۱ مدال نقره شده‌است.